# Johan Salomon Willander
Johan Salomon Willander, född 1832, död 1873, var en svensk klavikordbyggare, organist och pianostämmare i Göteborg.

## Biografi
Var verksam i Göteborg.

## Klavikord
- Klavikord.